# LGBT à la télévision au Canada
Les lesbiennes, gays, bisexuels et transgenres (LGBT) sont présents et représentés à la télévision au Canada dans les séries télévisées, les émissions et les documentaires.

## Histoire
La chaîne télévisée OUTtv, fondée en 2001, diffuse des programmes à destinations des personnes LGBT.

## Séries télévisées
| Titre                               | Années | Années | Chaîne            | Personnages |
| Titre                               | Début  | Fin    | Chaîne            | Personnages |
| ----------------------------------- | ------ | ------ | ----------------- | --- |
| Degrassi : La Nouvelle Génération   | 2001   | 2015   | CTV               | - Marco Del Rossi (gay, 2002-2010) - Dylan Michalchuk (2003-2007) - Riley Stavros (gay, 2008-2012) - Zane Park (gay, 2009-2011) - Paige Michalchuk (bisexuelle, 2001-2009) - Alex Nuñez (bisexuelle, 2003-2005) - Fiona Coyne (lesbienne, 2009-2013) - Tristan Milligan (gay, 2011-2014) - Miles Hollingsworth III (bisexuel, 2013-2014) - Imogen Moreno (bisexuelle, 2011-2015) - Jack Jones (lesbienne, 2013-2015) - Adam Torres (transgenre, 2010-2014) |
| Edgemont                            | 2001   | 2005   | CBC               | - Shannon Ng (lesbienne) - Stevie (lesbienne, 2002-2005) |
| Wonderfalls                         | 2004   | 2004   | Fox               | - Sharon (lesbienne) |
| ReGenesis                           | 2004   | 2008   | The Movie Network | - Carlos Serrano (gay) |
| Les Enquêtes de Murdoch             | 2008   |        | CBC               | - Détective Llewellyn Watts (gay) - Jack Walkers (gay) |
| Lost Girl                           | 2010   | 2015   | Showcase          | - Isabeau McCorrigan dite Bo (bisexuelle) - Lauren Lewis (lesbienne) - Tamsin (bisexuelle) |
| Bomb Girls                          | 2012   | 2013   | Global            | - Betty McRae (lesbienne) |
| The L.A. Complex                    | 2012   | 2012   | CBC               | - Kaldrick King (gay) - Tariq Muhammad (gay) |
| Orphan Black                        | 2013   | 2017   | Space/BBC America | - Sarah Manning (pansexuelle) - Felix Dawkins (gay) - Cosima Niehaus (lesbienne) - Delphine Cormier (bisexuelle) - Colin (gay) - Tony Sawciki (transgenre) - Shay Davidov (lesbienne) |
| Saving Hope, au-delà de la médecine | 2012   | 2017   | CTV               | - Dr Shahir Hamza (gay) - Dr Sydney Katz (lesbienne) - Dr Maggie Lin (bisexuelle) |
| Rookie Blue                         | 2010   | 2015   | Global            | - Gail Peck (bisexuelle) - Holly Stewart (lesbienne) |
| Killjoys                            | 2015   |        | Space             | - Delle Seyah Kendry (lesbienne) - Aneela Kin Ritt (lesbienne) - Prima Dezz (gay) - Lachlan (gay) - Gared (gay) |
| Bienvenue à Schitt's Creek          | 2015   |        | CBC Television    | David Rose (pansexuel) - Patrick (bisexuel) |
| Wynonna Earp                        | 2016   |        | CHCH-DT           | - Waverly Earp (bisexuelle) - Officer Nicole Haught (lesbienne) - Jeremy Chetri (gay) - Robin Jett (gay) |
| Frontier                            | 2016   |        | Discovery Channel | Samuel Grant et Cobbs Pond (couple) |
| Workin' Moms                        | 2017   |        | CBC Television    | - Frankie Coyne et Giselle Bois (couple) - Dorothy Cutwater - Bianca - Juniper |
| Anne With An E                      | 2017   | 2019   | CBC               | •M. Phillips (gay) •Cole Mackenzie (gay) •Josephine Barry (lesbienne) |
| The Order                           | 2019   |        | Netflix           | - Lilith (bisexuelle) |
| The Lake                            | 2022   |        | Prime Video       | - Justin (gay) - Riley - Gil |

### Québec
| Titre                                 | Années | Années | Chaîne                | Personnages                                                                                     |
| Titre                                 | Début  | Fin    | Chaîne                | Personnages                                                                                     |
| ------------------------------------- | ------ | ------ | --------------------- | ----------------------------------------------------------------------------------------------- |
| Rue des Pignons                       | 1967   | 1977   | Radio-Canada          | Christian Daverny-Lafleur                                                                       |
| Le Paradis terrestre                  | 1968   | 1972   | Radio-Canada          |                                                                                                 |
| Jamais deux sans toi                  | 1977   | 1980   | Radio-Canada          | - Paul - Bernie - Éloi                                                                          |
| Chez Denise                           | 1979   | 1982   | Radio-Canada          | Christian Lalancette (gay)                                                                      |
| L'Or du temps                         | 1985   | 1993   | TVA                   | Alexandre                                                                                       |
| Lance et compte                       | 1986   | 2015   | Radio-Canada          | Jimmy Mercier                                                                                   |
| Avec un grand A                       | 1986   | 1996   | Radio-Québec          |                                                                                                 |
| Des dames de cœur                     | 1986   | 1989   | Radio-Canada          | Diane et Nicole                                                                                 |
| Chambres en ville                     | 1989   | 1996   | TVA                   | Charlotte                                                                                       |
| Watatatow                             | 1991   | 2005   | Radio-Canada          | Joël, Mireille et de Paule                                                                      |
| La Petite Vie                         | 1993   | 1998   | Radio-Canada          | Jean-Lou et Bobby                                                                               |
| Scoop                                 | 1992   | 1995   | Radio-Canada          | Lionel Rivard et d'André                                                                        |
| 4 et demi…                            | 1994   | 2001   | Radio-Canada          | Antoine                                                                                         |
| Virginie                              | 1996   | 2010   | Radio-Canada          | - Hugo - France Ouellet (bisexuelle) - Cathy Laurendeau (lesbienne)                             |
| Diva                                  | 1997   | 2000   | TVA                   | - Félix - Angelo - Stella - Sam                                                                 |
| Un gars, une fille                    | 1997   | 2003   | Radio-Canada          | Élise Camille Mau                                                                               |
| Catherine                             | 1999   | 2003   | Radio-Canada          | Maurice                                                                                         |
| Emma                                  | 2001   | 2004   | TVA                   | - John - Francis - Étienne                                                                      |
| La Vie, la vie                        | 2001   | 2002   | Radio-Canada          | Jacques et Gilbert                                                                              |
| Annie et ses hommes                   | 2002   | 2009   | TVA                   | - Denis Séguin (bisexuel) - Paul Gendron - Sébastien                                            |
| Caméra café                           | 2002   | 2012   | TVA                   | Philippe                                                                                        |
| 3X Rien                               | 2003   | 2006   | TQS                   | Alex Perron et Daniel (couple, premier couple homosexuel à se marier dans une série québécoise) |
| Rumeurs                               | 2002   | 2008   | Radio-Canada          | Frank Laliberté et d'Alexandre                                                                  |
| Poupée russes                         | 2002   | 2007   | TVA                   | Sylvain Dorais et François                                                                      |
| Tabou                                 | 2002   | 2003   | TVA                   | Roxanne et Johanne                                                                              |
| Le Cœur découvert                     | 2003   | 2003   | Radio-Canada          | - Mathieu - Jean-Marc                                                                           |
| Le Petit Monde de Laura Cadieux       | 2003   | 2007   | Séries Plus TVA       | Madeleine                                                                                       |
| Un monde à part                       | 2004   | 2006   | Radio-Canada          | - Samuel - Émile Despins (bisexuel)                                                             |
| Cover Girl                            | 2005   | 2005   | Radio-Canada          | - Véronica (drag queen) - Joujou (drag queen) - Lana (drag queen) - Cherry (drag queen)         |
| Les Invincibles                       | 2005   | 2009   | Radio-Canada          | Steve (bisexuel)                                                                                |
| Les Hauts et les Bas de Sophie Paquin | 2006   | 2009   | Radio-Canada          | Martin                                                                                          |
| Tout sur moi                          | 2006   | 2012   | Radio-Canada          | Éric (gay)                                                                                      |
| Les Boys                              | 2007   | 2012   | Radio-Canada          | Jean-Charles et Pierrot (couple)                                                                |
| La Galère                             | 2007   | 2013   | Radio-Canada          | Camille                                                                                         |
| Les Parent                            | 2008   | 2016   | ICI Radio-Canada Télé | Maxime                                                                                          |
| Tactik                                | 2009   | 2013   | Télé-Québec           | - Théo - Jean-Hugues et Christian (couple) - Sébastien                                          |
| Yamaska                               | 2009   | 2016   | TVA                   | Sacha                                                                                           |
| Trauma                                | 2010   | 2014   | Radio-Canada          | Martine, Giulia et Sophie                                                                       |
| 19-2                                  | 2011   | 2015   | ICI Radio-Canada Télé | Bérangère (lesbienne)                                                                           |
| O'                                    | 2012   | 2019   | TVA                   | • Éric O’Hara et Renaud                                                                         |
| Unité 9                               | 2012   | 2019   | ICI Radio-Canada Télé | - Jeanne - Shandy - Normand                                                                     |
| Mémoires vives                        | 2013   | 2017   | ICI Radio-Canada Télé | - Flavie et Julie (couple) - Nancy                                                              |
| Les Jeunes Loups                      | 2014   | 2016   | TVA                   | Maripier                                                                                        |
| Le Chalet                             | 2015   | 2019   | Vrak                  | - Frank - Will                                                                                  |
| Madame Lebrun                         | 2015   |        | Super Écran           | •Gaétan et Patrice (Couple)                                                                     |
| Fugueuse                              | 2018   | 2020   | TVA                   | Maria (transgenre)                                                                              |